# Ian Pearce (Musiker)
Ian Philp Pearce (* 22. November 1921 in Hobart; † 8. November 2012 ebendort) war ein australischer Jazzpianist (auch Trompete, Posaune).

## Leben und Wirken
Pearce, der in der Musikszene Tasmaniens aktiv war, begann seine Karriere 1936, als er mit seinem Bruder Cedric und den Freunden Tom Pickering und Rex Green die Jazzband The Barrelhouse Four gründete. Nach Ableistung seines Militärdienstes studierte er am Melbourner Konservatorium,  bevor er nach England zog, wo er am Revival des  Traditional Jazz der 1950er Jahre beteiligt war und mit Graeme Bell international auf Tournee war. Nach seiner Rückkehr nach Tasmanien leitete er das Ian Pearce Sextet und war Co-Leader der Pearce-Pickering Jazz Band und der Pearce-Pickering Ragtime Five. 
Pearce wirkte im Bereich des Jazz zwischen 1946 und 2005 bei 92 Aufnahmesessions mit. 1996 wurde ihm wegen seiner Beiträge zum Jazz der Order of Australia verliehen. Er starb zwei Wochen vor Vollendung seines 91. Lebensjahres.